# 智慧溪
智慧溪位於台灣北部，屬於淡水河水系，為基隆河的支流，分佈於新北市汐止區基隆河南岸市中心區一帶，發源於健身埔，向北北西流經汐止市公所、綜合運動場，於汐止國小東側注入基隆河。